# Simitli
Simitli (bulgariska: Симитли) är en ort i Bulgarien.   Den ligger i kommunen med samma namn och regionen Blagoevgrad, i den västra delen av landet, 90 km söder om huvudstaden Sofia. Antalet invånare är 6 729.